# 白川万紗子
白川 万紗子（しらかわ まさこ、4月13日 - ）は、日本の女優、声優。賢プロダクション所属。バレエタイム主宰。徳島県出身。フリーランス協会会員。以前はシムズバレエ、セントラル子供プロダクションでもバレエ講師を務めていた。

## 略歴
桐朋学園芸術短期大学演劇専攻卒業。
5歳よりロイヤル・アカデミー・オブ・ダンスメソッドでクラシックバレエを学ぶ。国頒朝子、国頒直子に師事。6歳より茶道、14歳より声楽を学ぶ。
ニューヨーク、ロンドン、パリにてクラシックバレエ、コンテンポラリー・ダンス研修。
ベラ・レーヌ・システム（演技メソッド）を岡田正子に師事。
ストレートプレイ、ミュージカル、映画、CMを経験後、声の世界に入る。
2006年よりバレエタイムを主宰し、クラシックバレエの指導や作品創作に尽力している。2020年にはヨガ講師の資格を取得。

## 人物
特技はクラシックバレエ、茶道、阿波踊り。趣味はゴルフ、ヨガ。
2児の母。
等身大の役、低音の落ち着いた役、クレイジーな役を得意とする。地声は中音クリアで、希に「変な声」と言われることもある。

## 出演

### テレビアニメ
- ひめチェン!おとぎちっくアイドル リルぷりっ（2010年、校長先生）
- PSYCHO-PASS サイコパス 2（2014年、人質）
- ソードアート・オンラインII（2014年、大澤祥恵）
- ダンス・ダンス・ダンスール（2022年、女性講師）

### ゲーム
- ファイナルファンタジーXIII-2（2011年）
- レゴ スター・ウォーズ：スカイウォーカー・サーガ（2022年、レイア・オーガナ）

### 吹き替え

#### 映画（吹き替え）
- アイアン・フィスト（レディ・シルク〈ジェイミー・チャン〉）
- エアポート2011（客室乗務員1）
- エンド・オブ・ウォッチ（ガビー〈ナタリー・マルティネス〉）
- オデッセイ（ベス・ヨハンセン〈ケイト・マーラ〉）
- 鑑定士と顔のない依頼人（サラ〈リヤ・ケベデ〉）
- 最強のふたり（マルセル）
- 西遊記〜はじまりのはじまり〜（まかない女）
- ジャックと天空の巨人（イザベルの母[4]）
- スティーヴン・キング 骨の袋（マッティ・デヴォア〈メリッサ・ジョージ〉）
- ストレージ24（ニッキ〈ローラ・ハドック〉）
- ダーク・フェアリー（ジョアン）
- ニュー・ミュータント（セシリア・レイエス〈アリシー・ブラガ〉）※Disney+版
- ヒプノティスト-催眠-（ダニエラ・リチャーズ）
- ファイナル・アワーズ（ゾーイ〈ジェシカ・デ・ホウ〉）
- ホイットニー・ヒューストン/スパークル（ドロレス〈ティカ・サンプター〉）
- マップ・トゥ・ザ・スターズ（アジタ）
- ミッシング ID（ローナ）
- メガ・パイソンVSギガント・ゲイター（ジア）
- モーターウェイ（ローの妻）
- ラム・ダイアリー（シュノー〈アンバー・ハード〉）
- リリーのすべて（オーラ〈アンバー・ハード〉）

#### ドラマ
- オリジナルズ（クララ）
- カリフォルニケーション（ジャッキー）
- 君の声が聞こえる（チャン・ヘソン〈イ・ボヨン〉）
- クローザー（マリア）
- ゴシップガール（シンシア・シャープ）
- GOTHAM/ゴッサム（バーバラ・キーン〈エリン・リチャーズ〉）
- コペンハーゲン 首相の決断（サネ）
- CSI:科学捜査班（ハイディ）
- CSI:ニューヨーク（ニコール）
- CSI:マイアミ（スザンヌ）
- ジェームズ・ボンドを夢見た男（ロエリア）
- シカゴ・メッド（エイプリル・セクストン〈ヤヤ・ダコスタ〉[5]）
- スーパーナチュラル7（マーリン）
- スイッチ 〜運命のいたずら〜（ハルカ）
- スキップ・ビート! 〜華麗的挑戦〜（丸子）
- それいけ! ゴールドバーグ家（デーナの母）
- トゥルーブラッド（シャーリーン）
- Dr.HOUSE（ダリア）
- ナイトシフト 真夜中の救命医（ジョスリン・ディアス）
- PERSON of INTEREST 犯罪予知ユニット（ルート〈エイミー・アッカー〉[6]）
- ハリーズ・ロー 裏通り法律事務所（シンディ）
- HAWAII FIVE-0 シーズン6（リン・ダウニー〈サラ・カーター〉）
- ハンド・オブ・ゴッド（テッシー・グラハム〈エマヤツィ・コリネアルディ〉）
- ヒューマン・ターゲット（女性客2）
- 武神（カンナン）
- 不滅の恋人（大妃〈オ・スンア〉[7]）
- BONES（ブレイク・シャーマン）
- ボルジア家 愛と欲望の教皇一族（ベアトリーチェ）
- マターナル 〜母なる医師たち〜（キャサリン〈ララ・パルヴァー〉[8]）
- Major Crimes 〜重大犯罪課（エイミー・サイクス〈キーラン・ジョヴァンニ〉）
- ロー&オーダー（ニコール・フリン）
- 乱暴〈ワイルド〉なロマンス（キム・ドンア〈イム・ジュウン〉
- ハウス・オブ・カード 野望の階段（ケルシー・スチュワート）

#### アニメ
- カーズ2
- スター・ウォーズシリーズ
  - LEGO スター・ウォーズ:ヨーダ・クロニクル（レイア姫）
  - LEGO スター・ウォーズ:ドロイド・テイルズ（レイア姫）
  - LEGO スター・ウォーズ/恐怖のハロウィーン（ナイトシスター2）
- フィニアスとファーブ（レイア姫）

### ナレーション
- 東京国立博物館(スリランカ展会場内映像)

### ボイスオーバー
- プロジェクト・ランウェイ8（グレッチェン・ジョーンズ）
- 健康バラエティ ドクター・オズ・ショー

### 舞台
- タンゴ・冬の終わりに(演出 蜷川幸雄)
- 行き交い(演出 岡田正子)
- 砂の病(演出 岡田正子)
- 入れ墨半太郎(演出 沢竜二)
- 歓喜の歌(作 演出 是枝正彦)
- 100万回生きたねこ(演出 神崎由布子)
- 過ぎ去りし日々(演出 篠崎光正)
- 忘れな草(演出 柴﨑正道)

### 映画
- やじきた道中 てれすこ(監督 平山秀幸)
- クワイエットルームにようこそ(監督 松尾スズキ)

### CM
- Yes!プリキュア5GoGo!
- ダイナム